# Egnasides
Egnasides — рід совкових з підродини совок-п'ядунів який зустрічається в Малайзії, о. Борнео.

## Систематика
У складі роду:
- Egnasides rudmuna Swinhoe, 1905